# Marion (Kansas)
Marion es una ciudad ubicada en el condado de Marion en el estado estadounidense de Kansas. En el año 2010 tenía una población de 1927 habitantes y una densidad poblacional de 332,24 personas por km².

## Geografía
Marion se encuentra ubicada en las coordenadas 38°20′56″N 97°0′58″O / 38.34889, -97.01611 (38.348952, -97.016037).

## Demografía
Según la Oficina del Censo en 2000 los ingresos medios por hogar en la localidad eran de $32,125 y los ingresos medios por familia eran $42,202. Los hombres tenían unos ingresos medios de $30,907 frente a los $23,929 para las mujeres. La renta per cápita para la localidad era de $16,464. Alrededor del 6.7% de la población estaban por debajo del umbral de pobreza.